# Nicola Carrino
Nicola Carrino (Taranto, 15 febbraio 1932 – Roma, 14 maggio 2018) è stato uno scultore italiano.

## Biografia
Nasce a Taranto ma vive e lavora a Roma. Inizia come pittore, la sua prima mostra collettiva è nel 1952 e prima mostra personale nel 1958. Dal 1952 al 1962 si dedica alla ricerca pittorica dal realismo all'informale. Dal 1962 al 1967 fa parte del Gruppo Uno che si prefiggeva per mezzo di una ricerca di un ordine razionale il superamento delle correnti informali attraverso nuovi materiali, nuove geometrie dal forte valore percettivo.
Dal 1969 ha realizzato grandi opere tridimensionali, geometrico-modulari che si compongono con il paesaggio circostante.
È stato docente di Scultura all’Accademia di Belle Arti sino al 1992.
È stato membro dell’Accademia Nazionale di San Luca dal 1993 e Presidente nel biennio 2009-2010

## Monumenti pubblici

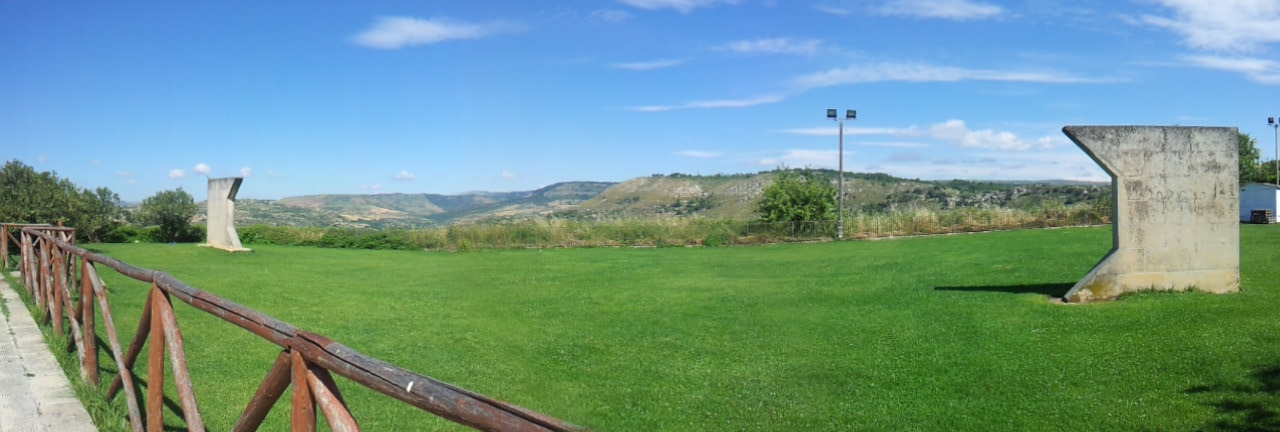
Costruttivo Akrai 1998, opera di Nicola Carrino a Palazzolo Acreide, localmente è, erroneamente, conosciuta come "Finestra sull'Anapo"

- “Scultura 1967”, Memoriale ai Caduti, Marino, 1967. *
- “Cubo Blu”, Komenský’s Park, Ostrawa, 1969. *
- “Costruttivo Verticale”, Scuola Media Tiziano, Roma, 1970.
- “Costruttivo 2/71”, Schüle Mayaker Strasse, Nürnberg, 1971.
- “Rilievo di Facciata”, Complesso IACP Corviale, Roma, 1974.
- “Crescita dell’Ellissi 1/82”, Cassa e Scuola Edile, Taranto, 1982.
- “Fontana-Scultura”, Torricella, Taranto, 1984.
- “Costruttivo 1/87”, Museo Galleria del Premio Suzzara, Suzzara, 1987.
- “Costruttivo Verticale 1969-88”, Campo del Sole, Tuoro sul Trasimeno, 1989.
- “Costruttivo Verticale”, Piazzola Marrese, Taranto, 1989.*
- “Riassetto urbano della Piazza Fontana e Nuova Fontana-Scultura”, Piazza Fontana, Taranto, 1983-1992.
- “Costruttivo 91 Modulo L”, Casa Circondariale, Frosinone, 1991-1993.
- “Costruttivo 1/93 Ostrava”, Milada Horàkovà’s Park, Ostrava, 1993.
- “Costruttivo Bomarzo”, Palazzo Orsini, Bomarzo, 1995.*
- “Costruttivo 1/95 Ozieri”, Piazza Medaglie d’oro, Ozieri, 1996.
- “Mosaico Costruttivo Metro Roma ’96”, Stazione Piazza Vittorio, Roma, 1996.
- “Costruttivo 96”, Parco di Sculture all’Aperto, Santa Sofia, 1996.
- “Costruttivo Bari”, Piazza del Mediterraneo, Bari, 1997.
- “Costruttivo Akrai 1998”, Via Antonino Uccello, Palazzolo Acreide, 1998.
- “Costruttivo Arezzo”, Comando Provinciale Carabinieri, Arezzo, 1999.
- “Costruttivo 99”, Nuovo Complesso penitenziale, Vibo Valentia, 1999.
- “Costruttivo Brufa 2000”, Castello di Brufa, Brufa, 2000.
- “Costruttivo Fara San Martino 2000”, Fara San Martino, 2000.*
- “Progetto Mestre 2000. Monumento ai Caduti per la Patria, per la Pace nel Mondo e alle vittime di ogni barbarie”, Piazza Donatori di Sangue,Venezia-Mestre, 2001.
- “Costruttivo Peccioli 2001”, Stazione Carabinieri, Peccioli, 2001.
- “Costruttivo Progetto Ravenna 99”, Casa del Mutilato, Ravenna, 2002.
- “Costruttivi 98 / Progetto Aeroporto Roma”, Padiglione Partenze Voli Nazionali, Aeroporto Leonardo da Vinci, Fiumicino, 2002.
- “Costruttivo Verona 2003”, Ufficio Provinciale Motorizzazione Civile, Verona, 2004.
- “Decostruttivo Progetto Albornoz 2005”, Albornoz Palace Hotel, Spoleto, 2005.
- “Decostruttivo Progetto Artehotel 2006”, Artehotel, Perugia, 2006.
- “Costruttivo Modulo L 1969-2006”, Parco Scultura La Palomba, Matera, 2006.
- “Costruttivo Matera 2007”, MUSMA Museo della Scultura Contemporanea, Matera, 2007.
- “Costruttivo Modulo L 1969-2007”, Horti Borromaici, Pavia.
- “Decostruttivo Progetto Carrazeda de Ansiães 2008”, Jardin da Junta da Freguesia, Carrazeda de Ansiães, 2009.
- “Decostruttivo 1/04. TAU 2004-2010”, Chiesa Sacro Cuore di Gesù, Iesi, 2010.
- “Costruttivo Cubo Albornoz. Casa dell’artista 2006-2011”, Albornoz Palace Hotel, Spoleto, 2011.
- “Ricostruttivo 2010. Progetto Paesaggio Morterone 2010-2012”, Museo all’aperto d’arte contemporanea di Morterone, Morterone, 2012.
- “Ricostruttivo Palladio 2013-2014”, Villa Pisani Bonetti, Bagnolo di Lonigo, 2014.
- “Ricostruttivo Accademia 2014”, MACA Museo Arte Contemporanea Accademia, Roma-Frosinone, 2015.